# IC 1441
IC 1441 ist eine Balken-Spiralgalaxie vom Hubble-Typ SBa im Sternbild Eidechse am Nordsternhimmel. Sie ist schätzungsweise 243 Millionen Lichtjahre von der Milchstraße entfernt und hat einen Durchmesser von etwa 50.000 Lichtjahren.

Im selben Himmelsareal befinden sich u. a. die Galaxien NGC 7240, NGC 7242, IC 5191, IC 5192.
Das Objekt wurde am 25. September 1889 von Guillaume Bigourdan entdeckt.